# Isola di Danco
L'Isola di Danco o Isla Dedo è un'isola al largo dell'Antartide, lunga 2 km situata nella parte meridionale del canale Errera, al largo della costa occidentale diella Terra di Graham. Fu mappato dalla spedizione antartica belga sotto Adrien de Gerlache, 1897-1899. L'isola di Danco fu rilevata dal Falkland Islands Dependencies Survey da Norsel nel 1955 e chiamata dal Comitato britannico per i toponimi antartici per Emile Danco (1869-1898), un geofisico belga e membro della spedizione antartica belga, che morì a bordo di Belgica nell'Antartide. 

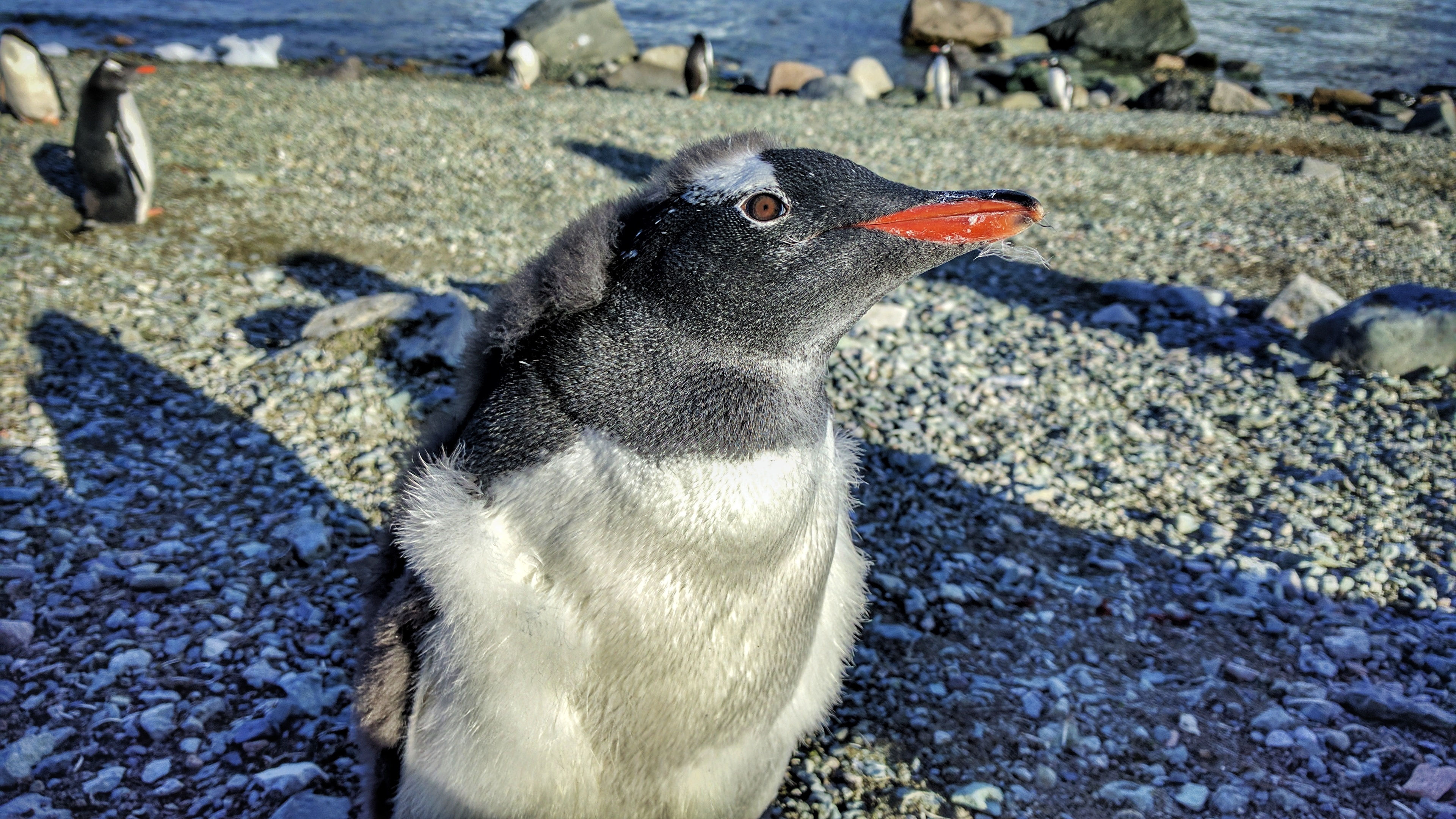

## Stazione O
L’Isola di Danco era la sede della stazione di ricerca britannica O. Fu attiva dal 26 febbraio 1956 al 22 febbraio 1959 con l'intenzione di cercare nell'indagine e nella geologia. La capanna principale è stata chiamata Arendal ed è stata demolita e rimossa dal British Antarctic Survey nell'aprile 2004.